# Loughton (stanice metra v Londýně)
Loughton je stanice metra v Londýně, otevřená 22. srpna 1856. Zajímavostí budovy je velké půlkruhové okno. Autobusové spojení zajišťují linky: 20, 66, 250, 541, 542, 543 a 549. Stanice se nachází v přepravní zóně 6 a leží na lince:
- Central Line mezi stanicemi Buckhurst Hill a Debden.

| Rok  | Počet cestujících |
| ---- | ----------------- |
| 2011 | 3,00 mil.         |
| 2012 | 3,02 mil.         |
| 2013 | 3,17 mil.         |
| 2014 | 3,26 mil.         |